# Giải César cho phim hay nhất
Giải César cho phim hay nhất là một giải thưởng điện ảnh được Viện Hàn lâm Nghệ thuật và Kỹ thuật Điện ảnh của Pháp trao hàng năm cho phim được bầu chọn là hay nhất. Giải đầu tiên được trao ngày 3.4.1976 tại Palais des Congrès ở Paris. Để tranh giải, phim phải được đưa ra chiếu từ ngày 1.1 tới ngày 31.12 năm trước, và phải được chiếu ở các rạp trong vùng Paris ít nhất 7 ngày trước khi dự thi.
Dưới đây là các phim đoạt giải và các phim được đề cử theo từng năm:

## Thập niên 1970
- Giải César 1976: Le Vieux Fusil - Đạo diễn: Robert Enrico
  - Cousin, cousine - Đạo diễn: Jean Charles Tacchella
  - Que la fête commence - Đạo diễn: Bertrand Tavernier
  - Sept morts sur ordonnance - Đạo diễn: Jacques Rouffio
- Giải César 1977: Monsieur Klein – Đạo diễn: Joseph Losey
  - Barocco – Đạo diễn: André Téchiné
  - Le Juge et l'assassin - Đạo diễn: Bertrand Tavernier
  - La Meilleure Façon de marcher - Đạo diễn: Claude Miller
- Giải César 1978: Providence – Đạo diễn: Alain Resnais
  - Le Crabe-tambour - Đạo diễn: Pierre Schoendoerffer
  - La Dentellière - Đạo diễn: Claude Goretta
  - Nous irons tous au paradis - Đạo diễn: Yves Robert
- Giải César 1979: L'Argent des autres - Đạo diễn: Christian de Chalonge
  - Le Dossier 51 - Đạo diễn: Michel Deville
  - Molière – Đạo diễn: Ariane Mnouchkine
  - Une histoire simple - Đạo diễn: Claude Sautet

## Thập niên 1980
- Giải César 1980: Tess – Đạo diễn: Roman Polanski
  - Clair de femme - Đạo diễn: Constantin Costa-Gavras
  - Don Giovanni – Đạo diễn: Joseph Losey
  - I comme Icare - Đạo diễn: Henri Verneuil
- Giải César 1981: Le Dernier Métro - Đạo diễn: François Truffaut
  - Loulou - Đạo diễn: Maurice Pialat
  - Mon oncle d'Amérique - Đạo diễn: Alain Resnais
  - Sauve qui peut (la vie) - Đạo diễn: Jean-Luc Godard
- Giải César 1982: La Guerre du feu - Đạo diễn: Jean-Jacques Annaud
  - Coup de torchon - Đạo diễn: Bertrand Tavernier
  - Garde à vue - Đạo diễn: Claude Miller
  - Les Uns et les Autres - Đạo diễn: Claude Lelouch
- Giải César 1983: La Balance - Đạo diễn: Bob Swaim
  - Danton – Đạo diễn: Andrzej Wajda
  - Passion – Đạo diễn: Jean-Luc Godard
  - Une chambre en ville - Đạo diễn: Jacques Demy
- Giải César 1984: Le Bal - Đạo diễn: Ettore Scola et À nos amours - Đạo diễn: Maurice Pialat, ex aequo
  - Coup de foudre - Đạo diễn: Diane Kurys
  - Tchao Pantin - Đạo diễn: Claude Berri
  - L'Été meurtrier - Đạo diễn: Jean Becker
- Giải César 1985: Les Ripoux - Đạo diễn: Claude Zidi
  - L'Amour à mort - Đạo diễn: Alain Resnais
  - Carmen - Đạo diễn: Francesco Rosi
  - Les Nuits de la pleine lune - Đạo diễn: Eric Rohmer
  - Un dimanche à la campagne - Đạo diễn: Bertrand Tavernier
- Giải César 1986: Trois Hommes et un couffin - Đạo diễn: Coline Serreau
  - L'Effrontée - Đạo diễn: Claude Miller
  - Péril en la demeure - Đạo diễn: Michel Deville
  - Sans toit ni loi - Đạo diễn: Agnès Varda
  - Subway – Đạo diễn: Luc Besson
- Giải César 1987: Thérèse - Đạo diễn: Alain Cavalier
  - 37°2 le matin - Đạo diễn: Jean-Jacques Beineix
  - Jean de Florette - Đạo diễn: Claude Berri
  - Mélo – Đạo diễn: Alain Resnais
  - Tenue de soirée - Đạo diễn: Bertrand Blier
- Giải César 1988: Au revoir les enfants - Đạo diễn: Louis Malle
  - Le Grand Chemin - Đạo diễn: Jean-Loup Hubert
  - Les Innocents - Đạo diễn: André Téchiné
  - Sous le soleil de Satan - Đạo diễn: Maurice Pialat
  - Tandem - Đạo diễn: Patrice Leconte
- Giải César 1989: Camille Claudel – Đạo diễn: Bruno Nuytten
  - Le Grand Bleu - Đạo diễn: Luc Besson
  - La Lectrice - Đạo diễn: Michel Deville
  - L'Ours - Đạo diễn: Jean-Jacques Annaud
  - La vie est un long fleuve tranquille - Đạo diễn: Étienne Chatiliez

## Thập niên 1990
- Giải César 1990: Trop belle pour toi - Đạo diễn: Bertrand Blier
  - Monsieur Hire - Đạo diễn: Patrice Leconte
  - Nocturne indien - Đạo diễn: Alain Corneau
  - Un monde sans pitié - Đạo diễn: Eric Rochant
  - La Vie et rien d'autre - Đạo diễn: Bertrand Tavernier
- Giải César 1991: Cyrano de Bergerac – Đạo diễn: Jean-Paul Rappeneau
  - Le Mari de la coiffeuse - Đạo diễn: Patrice Leconte
  - Nikita – Đạo diễn: Luc Besson
  - Le Petit Criminel - Đạo diễn: Jacques Doillon
  - Uranus – Đạo diễn: Claude Berri
- Giải César 1992: Tous les matins du monde - Đạo diễn: Alain Corneau
  - Merci la vie – Đạo diễn: Bertrand Blier
  - La Belle Noiseuse - Đạo diễn: Jacques Rivette
  - Van Gogh – Đạo diễn: Maurice Pialat
- Giải César 1993: Les Nuits fauves - Đạo diễn: Cyril Collard
  - La Crise - Đạo diễn: Coline Serreau
  - Indochine - Đạo diễn: Régis Wargnier
  - L.627 - Đạo diễn: Bertrand Tavernier
  - Le petit prince a dit - Đạo diễn: Christine Pascal
  - Un cœur en hiver - Đạo diễn: Claude Sautet
- Giải César 1994: Smoking / No Smoking – Đạo diễn: Alain Resnais
  - Germinal – Đạo diễn: Claude Berri
  - Ma saison préférée - Đạo diễn: André Téchiné
  - Trois couleurs: Bleu - Đạo diễn: Krzysztof Kieslowski
  - Les Visiteurs - Đạo diễn: Jean-Marie Poiré
- Giải César 1995: Les Roseaux sauvages - Đạo diễn: André Téchiné
  - Le Fils préféré - Đạo diễn: Nicole Garcia
  - Léon - Đạo diễn: Luc Besson
  - La Reine Margot - Đạo diễn: Patrice Chéreau
  - Trois couleurs: Rouge - Đạo diễn: Krzysztof Kieslowski
- Giải César 1996: La Haine - Đạo diễn: Mathieu Kassovitz
  - Le bonheur est dans le pré - Đạo diễn: Étienne Chatiliez
  - La Cérémonie - Đạo diễn: Claude Chabrol
  - Gazon maudit - Đạo diễn: Josiane Balasko
  - Le Hussard sur le toit - Đạo diễn: Jean-Paul Rappeneau
  - Nelly et Monsieur Arnaud - Đạo diễn: Claude Sautet
- Giải César 1997: Ridicule - Đạo diễn: Patrice Leconte
  - Capitaine Conan - Đạo diễn: Bertrand Tavernier
  - Microcosmos - Đạo diễn: Claude Nuridsany et Marie Pérennou
  - Pédale douce - Đạo diễn: Gabriel Aghion
  - Un air de famille - Đạo diễn: Cédric Klapisch
  - Les Voleurs - Đạo diễn: André Téchiné
- Giải César 1998: On connaît la chanson - Đạo diễn: Alain Resnais
  - Le Bossu - Đạo diễn: Philippe de Broca
  - Le Cinquième Élément - Đạo diễn: Luc Besson
  - Marius et Jeannette - Đạo diễn: Robert Guédiguian
  - Western – Đạo diễn: Manuel Poirier
- Giải César 1999: La Vie rêvée des anges - Đạo diễn: Erick Zonca
  - Ceux qui m'aiment prendront le train - Đạo diễn: Patrice Chéreau
  - Le Dîner de cons - Đạo diễn: Francis Veber
  - Place Vendôme – Đạo diễn: Nicole Garcia
  - Taxi – Đạo diễn: Gérard Pirès

## Thập niên 2000
- Giải César 2000: Vénus beauté (institut) - Đạo diễn: Tonie Marshall
  - Les Enfants du marais - Đạo diễn: Jean Becker
  - Est-Ouest - Đạo diễn: Régis Wargnier
  - La Fille sur le pont - Đạo diễn: Patrice Leconte
  - Jeanne d'Arc - Đạo diễn: Luc Besson
- Giải César 2001: Le Goût des autres - Đạo diễn: Agnès Jaoui
  - Les Blessures assassines' - Đạo diễn: Jean-Pierre Denis
  - Harry, un ami qui vous veut du bien - Đạo diễn: Dominik Moll
  - Saint-Cyr - Đạo diễn: Patricia Mazuy
  - Une affaire de goût – Đạo diễn: Bernard Rapp
- Giải César 2002: Le Fabuleux destin d'Amélie Poulain - Đạo diễn: Jean-Pierre Jeunet
  - La Chambre des officiers – Đạo diễn: François Dupeyron
  - Chaos – Đạo diễn: Coline Serreau
  - Sous le sable - Đạo diễn: François Ozon
  - Sur mes lèvres – Đạo diễn: Jacques Audiard
- Giải César 2003: Le Pianiste - Đạo diễn: Roman Polanski
  - 8 Femmes - Đạo diễn: François Ozon
  - Amen - Đạo diễn: Constantin Costa-Gavras
  - L'auberge espagnole - Đạo diễn: Cédric Klapisch
  - Être et avoir - Đạo diễn: Nicolas Philibert
- Giải César 2004: Les invasions barbares - Đạo diễn: Denys Arcand
  - Bon voyage – Đạo diễn: Jean-Paul Rappeneau
  - Pas sur la bouche - Đạo diễn: Alain Resnais
  - Les Sentiments – Đạo diễn: Noémie Lvovsky
  - Les Triplettes de Belleville - Đạo diễn: Sylvain Chomet
- Giải César 2005: L'Esquive – Đạo diễn: Abdellatif Kechiche
  - 36 Quai des Orfèvres - Đạo diễn: Olivier Marchal
  - Les Choristes - Đạo diễn: Christophe Barratier
  - Rois et reine - Đạo diễn: Arnaud Desplechin
  - Un long dimanche de fiançailles - Đạo diễn: Jean-Pierre Jeunet
- Giải César 2006: De battre mon cœur s'est arrêté - Đạo diễn: Jacques Audiard
  - L'Enfant - Đạo diễn: Jean-Pierre Dardenne & Luc Dardenne
  - Joyeux Noël - Đạo diễn: Christian Carion
  - Le Petit Lieutenant - Đạo diễn: Xavier Beauvois
  - Va, vis et deviens – Đạo diễn: Radu Mihaileanu
- Giải César 2007: Lady Chatterley - Đạo diễn: Pascale Ferran
  - Indigènes - Đạo diễn: Rachid Bouchareb
  - Je vais bien ne t'en fais pas - Đạo diễn: Philippe Lioret
  - Ne le dis à personne - Đạo diễn: Guillaume Canet
  - Quand j'étais chanteur – Đạo diễn: Xavier Giannoli
- Giải César 2008: La Graine et le mulet - Đạo diễn: Abdellatif Kechiche
  - Un secret - Đạo diễn: Claude Miller
  - La Môme - Đạo diễn: Olivier Dahan
  - Le Scaphandre et le Papillon - Đạo diễn: Julian Schnabel
  - Persepolis - Đạo diễn: Vincent Paronnaud & Marjane Satrapi
- Giải César 2009: Séraphine của Martin Provost
  - Entre les murs của Laurent Cantet
  - Il y a longtemps que je t'aime của Philippe Claudel
  - Mesrine: L'Instinct de mort của Mesrine: L'Ennemi public n° 1 của Jean-François Richet
  - Paris của Cédric Klapisch
  - Le Premier Jour du reste de ta vie của Rémi Bezançon
  - Un conte de Noël của Arnaud Desplechin